# Alonei Abba

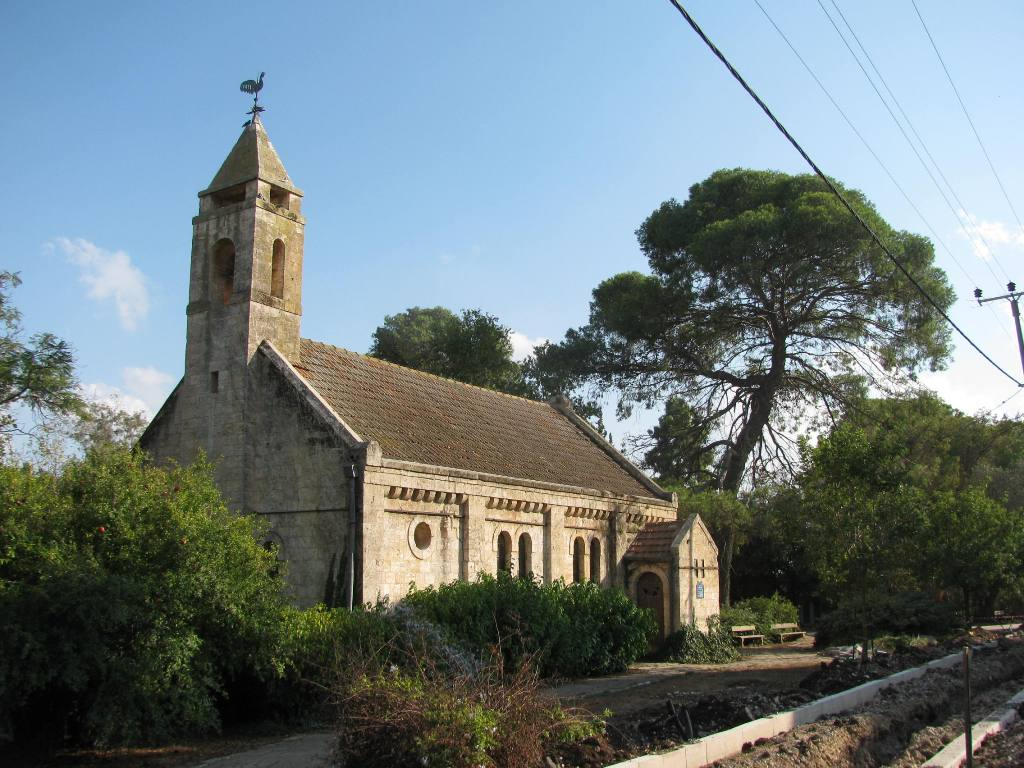
Vue de l'ancienne église luthérienne protestante de Waldheim (Alonei Abba)

Alonei Abba (autrefois Waldheim) est un moshav semi-coopératif du nord d'Israël en Basse-Galilée, près de Bethléem de Galilée, sur les collines à l'est de Kiryat Tivon. Sa population était de 336 habitants en 2006.

## Historique
Le village est fondé en 1907 sous le nom de Waldheim par des colons allemands anciens membres d'une secte protestante fondée au XIXe siècle par Christoph Hoffmann. La plupart de ces colons proviennent de la colonie allemande (quartier allemand) d'Haïfa fondée par la Société des Templiers (Tempelgesellschaft) après 1869. La colonie est habitée par les membres de la Société (appelés Templiers) et des dissidents de cette secte revenus à l'Église luthérienne-protestante. En effet, les Templiers sont considérés comme des apostats sectaires par les luthériens-protestants, car ils ne reconnaissent ni la Trinité, ni la nature divine du Christ, ni les sacrements. Aussi l'Église protestante de l'union vieille-prussienne envoie-t-elle des pasteurs dans leurs communautés afin de les rallier à l'Église luthérienne-protestante officielle. Ceci crée une certaine émulation et des jalousies entre les deux communautés issues des adeptes de Christoph Hoffmann, car ceux revenus à l'Église de l'Union bénéficient de soutiens financiers des communautés paroissiales allemandes.
Les Templiers ralliés fondent Waldheim (Maison de la Forêt en allemand) quelques mois après Bethléem de Galilée fondé par les Templiers non-ralliés. Ils achètent des terrains appartenant à des fellahs du village arabe d'Oum al-Ahmed, pour 170 000 francs. L'opération est financée par une banque d'Haïfa, la Darlehenskasse der deutschen evangelischen Gemeinde Haifa GmbH et refinancée par la Stuttgarter Gesellschaft zur Förderung der deutschen Ansiedlung in Palästina, basée à Stuttgart. La colonie s'étend sur une surface de 7 200 000 mètres carrés.
L'inauguration a lieu le 6 octobre 1907, jour de la Erntedankfest (fête de la récolte) et les premiers villageois s'installent dans les masures d'argile laissées sur place par les paysans. Aussitôt l'ingénieur Ernst August Voigt présente les plans d'un nouveau village avec des rues et seize sites autour d'une église au centre. Celle-ci est construite par Otto Lutz entre 1914 et 1917, puis entre 1920 et 1921, l'interruption étant due à l'internement des villageois à la fin de la Première Guerre mondiale. Les premiers cultes sont célébrés au début dans la maison du maire Gottlob Weinmann, par le pasteur de la communauté protestante d'Haïfa, le pasteur Hans Martin Kuno Moderow, puis à l'église. Le Jerusalemsverein basée à Berlin apporte des fonds pour les citernes, canalisations et raccordements d'eau, installés en 1909. En 1914, c'est une colonie agricole exemplaire qui s'épanouit avec 5 000 m2 de vignoble, et plus de 500 oliviers, ainsi qu'une laiterie en coopérative, comprenant des ateliers de pasteurisation, dont le lait est vendu à Haïfa. 
Les soldats britanniques qui occupent la Palestine ottomane fin 1917 finissent quelques mois plus tard par expulser ou interner tous les ressortisants de l'Empire allemand, car étant considérés comme ennemis de la nation britannique. Ils sont libérés deux ans plus tard en 1920 et retournent dans leurs villages vandalisés. Ceux de Waldheim parviennent à en faire une coopérative moderne et à terminer l'église. Ils sont de nouveau arrêtés en 1939 à la déclaration de guerre, mais cette fois-ci ne sont pas expulsés, mais internés dans leur village qui est entouré de barbelés et gardé par la police juive et des soldats britanniques, comme le sont aussi les villages de Templiers de Sarona, Wilhelma et Bethléem de Galilée. En décembre 1941 une partie des internés est expulsée en Australie et courant 1942 d'autres (principalement les épouses et les enfants des soldats enrôlés dans la Wehrmacht en 1939) en Allemagne. Les attentats sionistes se multiplient après la Seconde Guerre mondiale contre les autorités britanniques de la Palestine mandataire qui ne sont plus en mesure de surveiller les anciens colons allemands restés en Palestine dont les implantations sont la cible d'attaque. La plupart des anciens Templiers sont obligés de quitter la Palestine et sont internés en Australie. Le maire allemand de Sarona est assassiné en avril 1946, deux habitants de Waldheim sont assassinés le 17 avril 1948. Il ne reste plus que quelques dizaines d'Allemands à la proclamation de l'État d'Israël, le 14 mai 1948, qui partent ensuite eux aussi.

## Illustrations

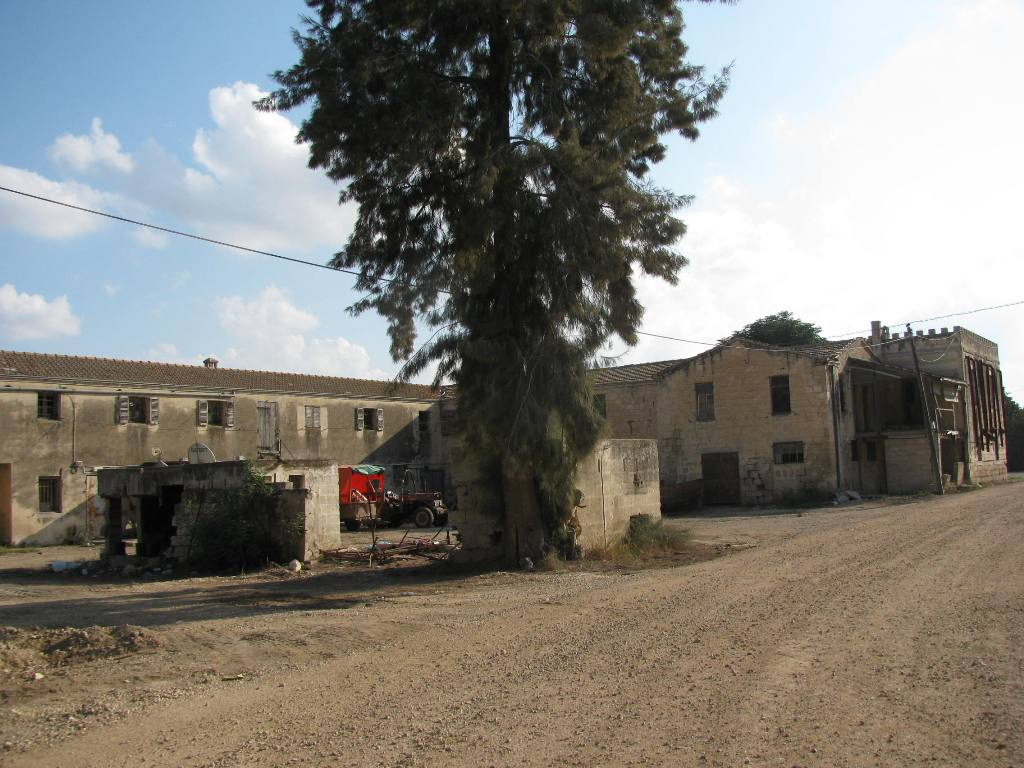
Vue de la laiterie et des anciennes étables
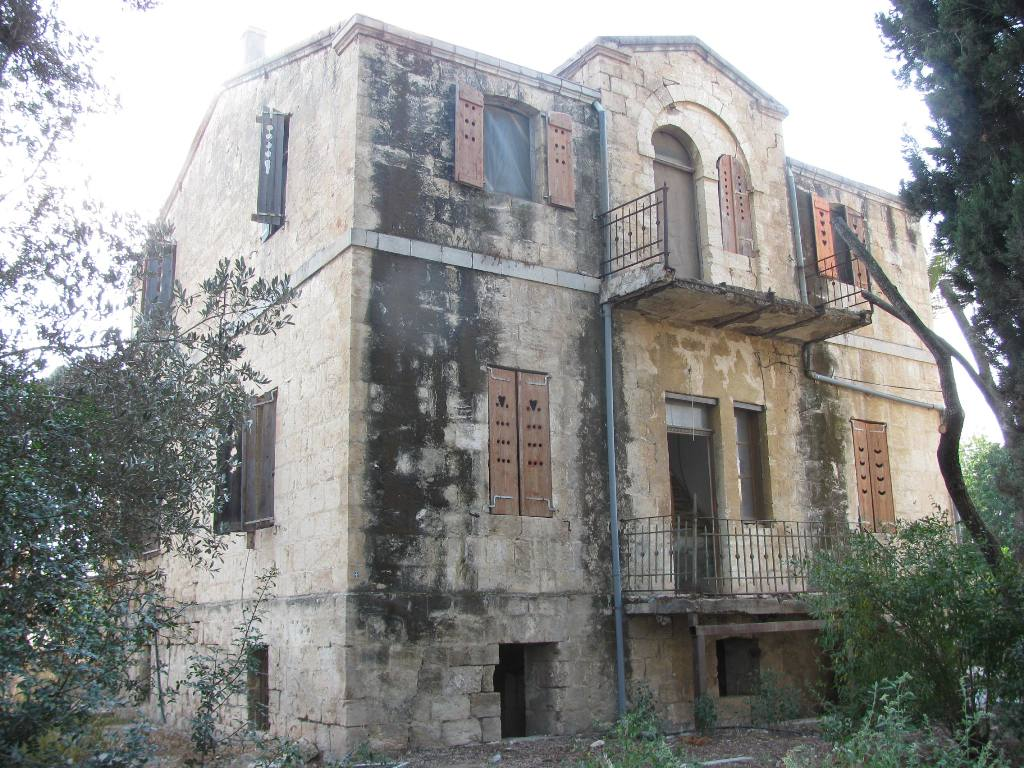
Ancienne maison de colons allemands
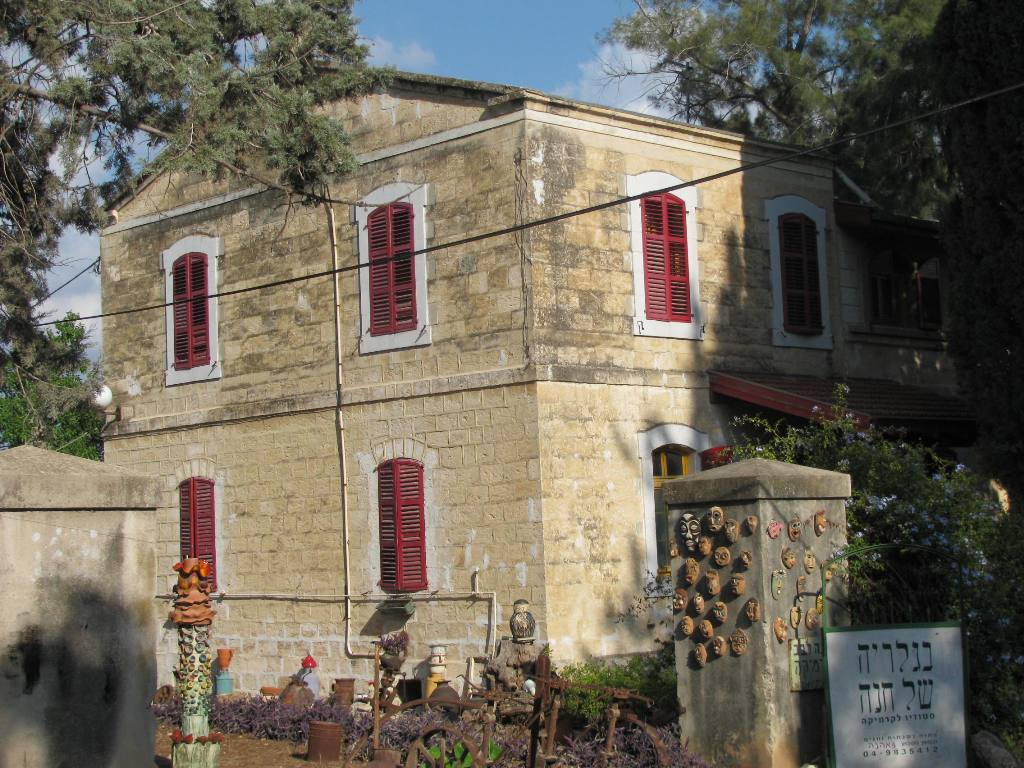
Ancienne maison de colons allemands
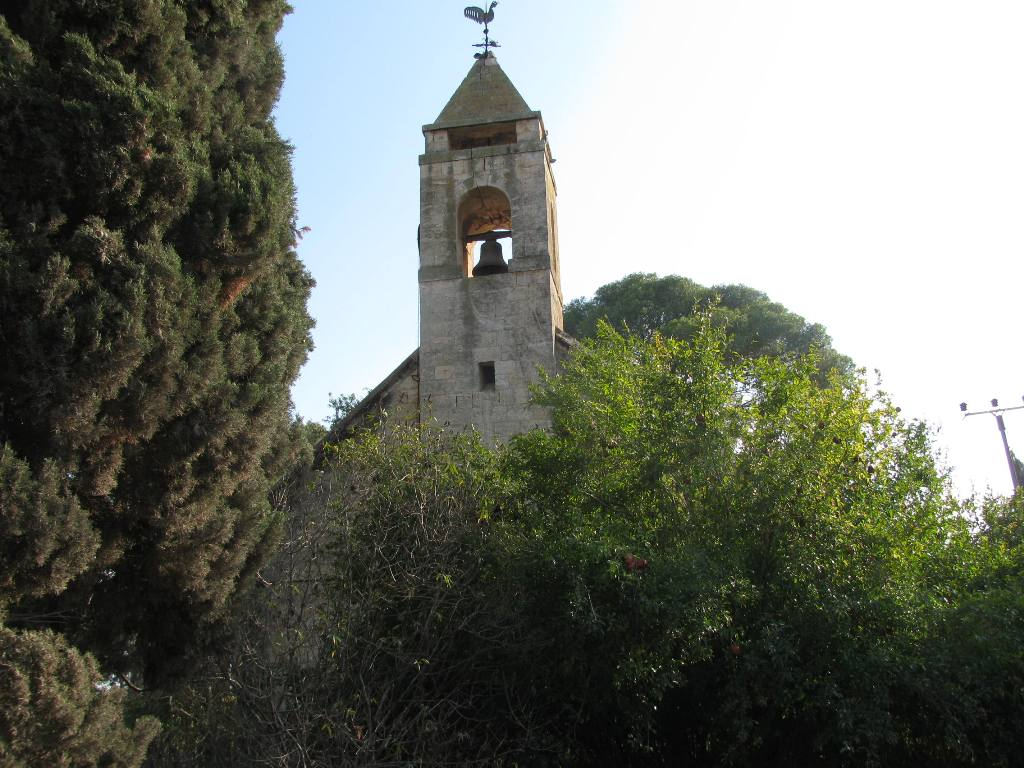
Le clocher de l'ancienne église protestante

## Après 1948
Un groupe de jeunes sionistes s'empare du village désert le 12 mai 1948. Ce sont des Juifs originaires de Tchécoslovaquie, de Roumanie et d'Autriche et des membres d' Hanoar Hatzioni. Le village est transformé en kibboutz et quatre ans plus tard en moshav. Il est renommé Alonei Abba en mémoire d'un militant sioniste tué en 1945.

## Réserve naturelle
Les terres au nord (950 dunams) ont été mises sous le statut de réserve naturelle en 1994. On y trouve plusieurs variétés de chênes, dont le Quercus macrolepis et le Quercus calliprinos, ainsi que la Pistacia palæstina (variété de pistachier térébinthe), le Styrax officinalis, le Rhamnus palæstinus, l'arbre de Judée, le caroubier, etc.